# ويليام كارلوس ويليامز
ويليام كارلوس ويليامز (William Carlos Williams) (ولد في 17 من سبتمبر 1883م وتوفي في 4 من مارس 1963م) هو شاعر أمريكي يرتبط ارتباطًا وثيقًا بالحداثة والتصويرية (Imagism). كما أنه كان طبيبًا للأطفال وممارسًا عامًا حصل على شهادة في الطب من كلية الطب بجامعة بنسلفانيا. واجتهد ويليامز «في الكتابة أكثر من اجتهاده في الطب» بيد أنه تفوق في الاثنين.

## السيرة الشخصية والحياة العملية
وُلد ويليامز في رذرفورد، نيو جيرسي لأب إنجليزي وأم بورتوريكية منحدرة جزئيًا من أصل فرنسي. كان ويليامز مولعًا بالرسم طوال حياته، وكان ذلك واضحًا في أعماله.
تلقى ويليامز تعليمه الابتدائي والثانوي في رذرفورد حتى عام 1897، ثم أرسله والداه إلى مدرسة بالقرب من جنيف حيث درس لسنتين، ثم سافر إلى باريس حيث التحق بليسيه كوندورسيه. بعد عودته إلى مدينة نيويورك، التحق بمدرسة هوراس مان، وبعد نجاحه في اجتياز اختبار القبول انتسب إلى مدرسة الطب في جامعة بنسلفانيا في عام 1902، وتخرج فيها عام 1906. تدرب ويليامز عقب تخرجه في جامعة بنسلفانيا والمستشفى الفرنسي ومستشفى الأطفال في نيويورك قبل أن يسافر إلى لايبزيخ ليدرس طب الأطفال المتقدم. نشر ويليامز أول كتاب له «القصائد» في عام 1909.
تزوج ويليامز من فلورنس هيرمان (1891–1976) عام 1912 بعد عودته من ألمانيا. انتقل الزوجان للعيش معًا في منزل واحد في رزرفورد، نيو جيرسي، حيث مكثا لأعوام عديدة. بعدها بفترة وجيزة نشر كتابه الثاني عن القصائد «الطبائع» في دار لندن للنشر بمساعدة صديقه، عزرا باوند، الذي قابله عندما كان يدرس في جامعة بنسلفانيا. وفي عام 1914 أنجب ويليامز وزوجته ابنهما الأول، ويليام إي. ويليامز، وتلاه ابنهما الثاني، بول إتش. ويليامز، في عام 1917. خطا ابنهما ويليامز على خطى أبيه حتى صار طبيبًا مثله.
نجح ويليامز في مساره الأدبي الشعري بجانب عمله الأساسي كطبيب عائلة. كان يؤلف قصصًا قصيرة، ومسرحيات، وروايات، ومقالات، وترجمات بين الحين والآخر. كان ويليامز طبيبًا في النهار وأديبًا في الليل. وفي مطلع حياته العملية، انخرط في الحركة التصويرية من خلال صداقته مع عزرا باوند وهيلدا دوليتل (التي التقى بها أيضًا أثناء دراسته في جامعة بنسلفانيا)، وبعد فترة وجيزة تكونت لديه آراء مختلفة عن آرائهما، وتغير أسلوبه لكي يعبر عن إخلاصه للتعبير الحداثي في بيئته المحيطة به.
في عام 1920 تعرض ويليامز إلى نقد حاد من قبل أقرانه (مثل دوليتل وباوند ووالاس ستيفنس) بعد نشره أحد أهم كتبه التجريبية «كورا في الجحيم: ارتجالات». نعت باوند كتابه بعدم التماسك، ونعتته دوليتل بالوقاحة. انتقدت الفنانة والشاعرة الدادانية، إلسا فون فرايتاغ، أسلوب ويليامز الذي يتسم بالإيحاء الجنسي والفن السياسي في مقالة ناقدة بعنوان «سأناديك بهاملت خاتم الزواج»، ونُشرت في مجلة ليتل ريفيو في مارس 1921.
وبعدها بثلاث سنوات نشر ويليامز أحد أبرز كتبه عن الشعر الذي يحتوي على بضعة قصائد كلاسيكية مثل «على جانب طريق المستشفى المعدي»، و«عربة اليد الحمراء»، و«إلى إلسي». ولكن في عام 1992 نشر توماس إليوت قصيدة «أرض الضياع» التي أثارت ضجة كبيرة حينئذ وخطفت الأضواء من مذهب ويليامز الحداثي المغاير لأسلوب إليوت. كتب ويليامز لاحقًا في سيرته الذاتية: «عقب ظهور أرض الضياع شعرت أنني انتكست عشرين سنة إلى الوراء. فمن ناحية نقدية أعادنا إليوت إلى فصول المدرسة من جديد في اللحظة التي خلنا فيها أننا اقتربتنا من تأسيس شكل جديد من أشكال الفن يستمد جذوره من مكان نشأته». على الرغم من الاحترام الذي كان يكنه ويليامز لأعمال إليوت فقد جاهر بنقده أسلوب إليوت ذو الطابع الفكري المتطرف الذي يكثر من استخدام اللغات الأجنبية والإشارة إلى الأدب الأوروبي والكلاسيكي. إذ كان ويليامز يؤثر اللغة الإنجليزية الأمريكية الدارجة.
بين عام 1946 و1958 ألف ويليامز قصيدة ملحمية حداثية بعنوان «باترسون»، وفيها حكى ويليامز عن تاريخ باترسون، نيو جيرسي وأناسها وجوهرها. ومن هنا نرى أن ويليامز كان يهتم بالمكان و«المحل» بشكل خاص على نطاق أوسع مقارنةً بجميع محاولات من سبقوه. تأمل ويليامز كذلك في دور الشاعر في المجتمع الأمريكي ولخص أسلوبه الشعري في المقولة الشهيرة «لا يكمن الأمر في الأشياء بل في الأفكار» (وهي عبارة مقتبسة من قصيدة «أغنية من نوع ما» كررها ويليامز أكثر من مرة في قصيدته الملحمية).
أرشد ويليامز في أواخر حياته عددًا لا بأس به من الشعراء اليافعين وكان له تأثير عظيم عليهم. أثر بشكل خاص على العديد من الحركات الأدبية الأمريكية في خمسينيات القرن العشرين، ومن بينها حركة البيت، وحركة النهضة في سان فرانسيسكو، ومدرسة بلاك ماونتن، ومدرسة نيويورك.
كان ألن غينسبرغ من بين تلاميذ ويليامز الذي كان على تواصل دائم مع معلمه وتوطدت بينهما علاقة وثيقة. ضمّن ويليامز عدة خطابات من غينسبرغ في قصيدة باترسون، وعلق عليها قائلًا أنها ساعدته في استلهام فكرة الفصل الخامس في هذا الكتاب. كتب ويليامز أيضًا مقدمة أول كتاب لغينسبرغ «العواء وقصائد أخرى» في عام 1956.
عانى ويليامز من نوبة قلبية في عام 1948، ثم أصابته سلسلة من الجلطات الدماغية بعد عام 1949. وعقب إصابته بإحدى تلك الجلطات عانى ويليامز من اكتئاب حاد أفضى به مُحتجزًا داخل مستشفى هيلسايد في نيويورك لأربعة أشهر في عام 1953. توفي ويليامز في 4 مارس 1963 بعمر 79 سنة في منزله في رذرفورد. ثم دُفن في مقبرة هيلسايد في ليندهورست، نيويورك.
بدأ ويليامز في العمل على مسرحية أوبرالية في الثلاثينيات بعنوان «الرئيس الأول». تمحورت تلك الأوبرا حول الرئيس جورج واشنطن وتأثيره على تاريخ الولايات المتحدة الأمريكية، وكان ويليامز يهدف منها «جذب الناس نحو إدراك ما نحن عليه الآن».

## الشعر
علق الناقد راندال جاريل عن شعر ويليامز قائلًا:
«يتسم ويليام كارلوس ويليامز باليقظة الحادة وتتميز رواياته بالمحاكاة الفاتنة. فهو يعيد حكاية تفاصيل مشاهداته بأسلوب جميل وواضح وموجز بدرجة مدهشة، وهو يرى الروح الكامنة وراء الحروف مثلما يرى ضروب الحياة على الأرض. وتتميز أبياته الناصعة بالقوة والإيجاز والانفعال؛ فهي تتحرك برشاقة وعزم مثل الطيور».
علق ريتشارد بلاكمر على شعر ويليامز قائلًا أنه يمثل النزعة التصويرية في عام 1912 المرتقية بذاتها. وعلق أحد معاصريه، هارييت مونرو، قائلًا: «حتى يثبت المرء وجوده لا بد له من أن يؤدي دور الشيطان؛ أن يظهر بدور المتهور بإفراط زائد».
تشمل المجموعات الكبرى من أعمال ويليامز: «الربيع وخلافه» (1935)، و«موسيقى الصحراء وقصائد أخرى» (1954)، و«لوحات بروغل وقصائد أخرى» (1962)، و«باترسون» (1963). تحتوي قصيدة «عربة اليد الحمراء» على أكبر عدد من المقتطفات، وهي تعد مثالًا على أسلوب ومبادئ الحركة التصويرية. ولكن ويليامز تنصل من الحركة التصويرية (مثلما فعل أقرانه وصديقه عزرا باوند) بحلول وقت نشر القصيدة كجزء من مجموعة «الربيع وخلافه» في عام 1923.
ارتبط ويليامز ارتباطًا وثيقًا بأدب الحركة الحداثية الأمريكية، وكان يعتبر مشروعه الأدبي عملًا أمريكيًا خالصًا؛ سعى إلى إعادة استحداث اللغة من خلال أسلوب التعبير اللغوي الخالص الذي تنصلت منه الثقافة الأمريكية والمجتمع الأمريكي، وفي نفس الوقت حاول تحرير اللغة من الأنماط الأوروبية والبريطانية البالية المستهلكة كما كان يراها. قال ويليامز: «لا أحد يصدق أن الشعر موجود في حياته. ولذلك يتمثل هدف الفنان أيًا كان فنه في التقاط الحياة كما يراها والارتقاء بها إلى مكان راقٍ حيث تتسم الحياة بالوقار».
في عام 1920 وجّه ويليامز مجهوداته نحو «كونتاكت»، مجلة دورية أطلقها كل من ويليامز وزميله الكاتب روبرت ماكألمون. علق الشاعر الناقد آرثر وينترز عن تلك الدورية قائلًا: «سعى المحرران إلى إعادة استحداث الثقافة الأمريكية في الأجواء المحلية في معارضة واضحة للأمميين: عزرا باوند، وصحيفة ليتل ريفيو، والبارونة (إلسا فون فرايتاغ)»، ويرى وينترز أن أبيات ويليامز تتشابه من ناحية معينة مع الشعر الغنائي في القرن الثالث عشر.
سعى ويليامز إلى ابتكار نوع جديد وفريد من الشعر الأمريكي يتمحور حول ظروف الحياة اليومية وحيوات العامة من الناس. وابتدع مفهومًا جديدًا أطلق عليه اسم «الوزن المتغير» دون أن يطرح له تعريفًا واضحًا، ولكن من الراجح أن هذا المفهوم يشير إلى طريقة ويليامز في تقطيع الأبيات. قالت عنه صحيفة باريس ريفيو أنه: «طريقة لصياغة الأوزان الشعرية تهدف إلى حل الصراع بين شكل الأبيات وبين حرية اختيار الألفاظ».
كان ويليامز يهدف من تجربة الوزن المتغير أن يثبت أن الإيقاع الشعري الأمريكي (على عكس الإيقاع الأوروبي) يظهر في حياة الأمريكيين بصفة يومية. بالإضافة إلى ذلك حاول ويليامز أن يستخدم نمطًا جديدًا في تقطيع الأبيات وأطلق عليه اسم «شعر البيت الثلاثي»، وهو يتضمن تقطيع الأبيات الطويلة إلى ثلاثة مقطوعات من الشعر الحر. وبإمكاننا العثور على بعض الأمثلة على شعر التفعيلة الثلاثية في قصيدة ويليامز العاطفية «البروق، تلك الزهرة الخضراء».
علق ناقد الكتب كريستوفر بينفي على شعر ويليامز في تعليقه على السيرة الشخصية لويليام كارلوس ويليامز التي ألفها هيربيرت لايبوفيتس «لدي شيء طارئ علي إخبارك به: حياة ويليام كارلوس ويليامز وأعماله» قائلًا: «أكد ويليامز أكثر من مرة على الرأي القائل بأن الشعر، على حد تعبير كينيث بيرك، هو أداة مهمة للحياة، وهو ما يرشد المرء المُحاط بتعقيدات الحياة إلى طريقه. إذ كانت الأرض الأمريكية أرضًا جديدة وغريبة على المهاجرين الجدد، ولذا كان هؤلاء الغرباء الصاعدين في أمس الحاجة إلى كل سبل المساعدة المتاحة. ومن هنا نرى أن القصائد كانت عنصرًا حيويًا في إنشاء حياة مكتملة ينعم فيها المرء بالصحة والعافية ويحظى فيها بحب من يحبه من الرجال أو من النساء». عبر ويليامز عن وجهة النظر تلك في أحد أبيات قصيدة «البروق، تلك الزهرة الخضراء».

## وصلات خارجية
- ويليام كارلوس ويليامز على موقع الموسوعة البريطانية (الإنجليزية)
- ويليام كارلوس ويليامز على موقع مونزينجر (الألمانية)
- ويليام كارلوس ويليامز على موقع ميوزك برينز (الإنجليزية)
- ويليام كارلوس ويليامز على موقع إن إن دي بي (الإنجليزية)
- ويليام كارلوس ويليامز على موقع ديسكوغز (الإنجليزية)